# Neue Deutsche Todeskunst
Il Neue Deutsche Todeskunst, a cui ci si riferisce anche con il suo acronimo NDT, è stato un movimento musicale in lingua tedesca, che si sviluppò nell'ambiente della darkwave europea alla fine degli anni '80. Le tematiche del movimento avevano spesso riferimenti storici come la letteratura barocca, romantica o moderna con contenuti che trattavano della morte e della caducità della vita, del Weltschmerz, della critica della religione, dell'esistenzialismo, del nichilismo, del surrealismo, della misantropia, della necrofilia e della follia.
Tra i meriti della Neue Deutsche Todeskunst vi è quello di aver reso popolare la lingua tedesca nella darkwave europea dagli anni '90 in avanti, anche se già band come Xmal Deutschland, Geisterfahrer o i Malaria! avevano precedentemente utilizzato la lingua tedesca in molti loro brani.

## Origine del termine
(Bruno Kramm, Danse Macabre – Die Neue Deutsche Todeskunst. - in: Peter Matzke, Tobias Seeliger, Gothic! Die Szene in Deutschland aus der Sicht ihrer Macher. Schwarzkopf & Schwarzkopf, Berlin 2000, ISBN 3-89602-332-2)
L'espressione "Neue Deutsche Todeskunst" fu usata per la prima volta dal produttore discografico Horst Braun nel 1991 per descrivere la musica dei Relatives Menschsein nella fanzine MagazinOphon, che era il bollettino informativo dell'etichetta discografica Danse Macabre. Sven Freuen, un giornalista della rivista Zillo, usò questo termine nel numero di dicembre per descrivere l'album Moritat“ dei Relatives Menschsein, classificando poi sotto lo stesso nome anche band come Das Ich e Goethes Erben. Da quel momento il termine "Neue Deutsche Todeskunst" divenne centrale.
Inizialmente questo nome era soprattutto associato agli artisti dell'etichetta Danse Macabre. Il nome si inserì poi nella tradizione della new wave/post-punk europea assieme a termini come Neue Deutsche Welle, Neuen Deutschen Post-Avantgarde, Nuova musica italiana cantata in italiano o Neue Slowenische Kunst.

## Storia

### Antecedenti

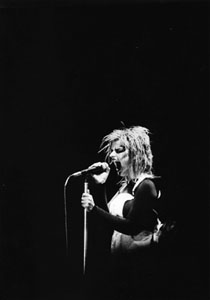
Nina Hagen nel 1980

Quando il movimento della Neue Deutsche Welle entrò in crisi, molti musicisti iniziarono a guardare alla scena musicale anglo-americana. Band come Malaria!, X-mal Deutschland e Belfegore iniziarono a privilegiare sempre più la lingua inglese nella realizzazione dei testi, ad eccezione delle band di ispirazione punk rock come EA80, Razzia e Fliehende Stürme, degli interpreti post-punk della seconda generazione come Stimmen der Stille e delle band più avanguardiste come Einstürzende Neubauten, Kowalski e Hirsche nicht aufs Sofa che hanno attirato l'attenzione nella crescente cultura indipendente. In questo periodo trovarono spazio band come Walls Have Ears, Die Erde, Am Tag unter Null, Nagorny Karabach, Toeten alle Lust, Verbrannte Erde e Krankheit der Jugend, che si muovevano negli interstizi tra punk rock, new wave e musica d'avanguardia con un linguaggio astratto, in parte metaforico, artificiale.
I testi in lingua tedesca erano stati abbondantemente utilizzati per veicolare messaggi critici e ribelli sia dalla Neue Deutsche Welle che dal punk rock tedesco. Allo stesso tempo, l'interesse per la poesia in lingua tedesca crebbe sia nella scena punk e che nella new wave. Le fanzine punk iniziarono a pubblicare i pensieri, le poesie e le storie scritte in prosa dai loro lettori. Uno di questi supporti di stampa era il Der Trümmerhaufen, da cui prese le mosse la rivista letteraria Ikarus distribuita a livello nazionale nel 1987. Molti dei testi in esso contenuti erano di natura descrittiva e introspettiva e trattavano di morte, non-sense e disperazione, freddo, solitudine, sofferenza e disperazione. La rivista presentava anche illustrazioni di artisti come Sabine Döhm, che aveva arricchito la rivista con tipici motivi e ritratti darkwave.
Proprio questo modo di trattare la lingua e la poesia tedesca divenne la forza trainante per l'emergere della Neuen Deutschen Todeskunst e per le band che ripresero la lingua tedesca con l'aiuto di dispositivi stilistici espressionistici dalle rovine della commercializzazione della Neue Deutsche Welle.

### Sviluppo dello stile

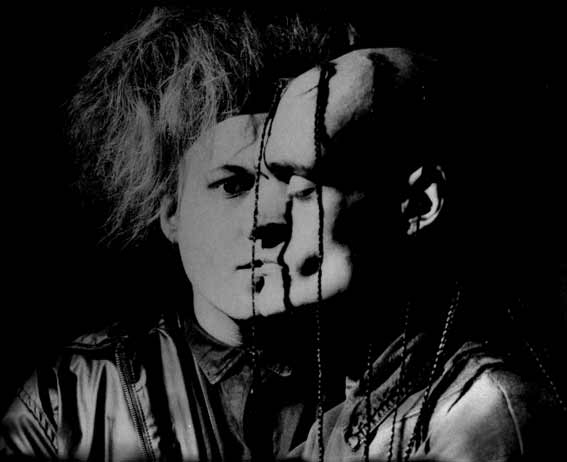
Das Ich

Sul finire degli anni '80, alcuni musicisti della Germania meridionale lavorarono per elaborare una propria gamma stilistica combinando sonorità electro wave, neoclassicismo, rock gotico e cold wave con testi astratti fortemente poetici e spettacoli influenzati dai linguaggi teatrali, con riferimenti ed ispirazioni in termini di contenuto e struttura del testo che andavano dall'esistenzialismo all'espressionismo ed al romanticismo nero, dal simbolismo al surrealismo.

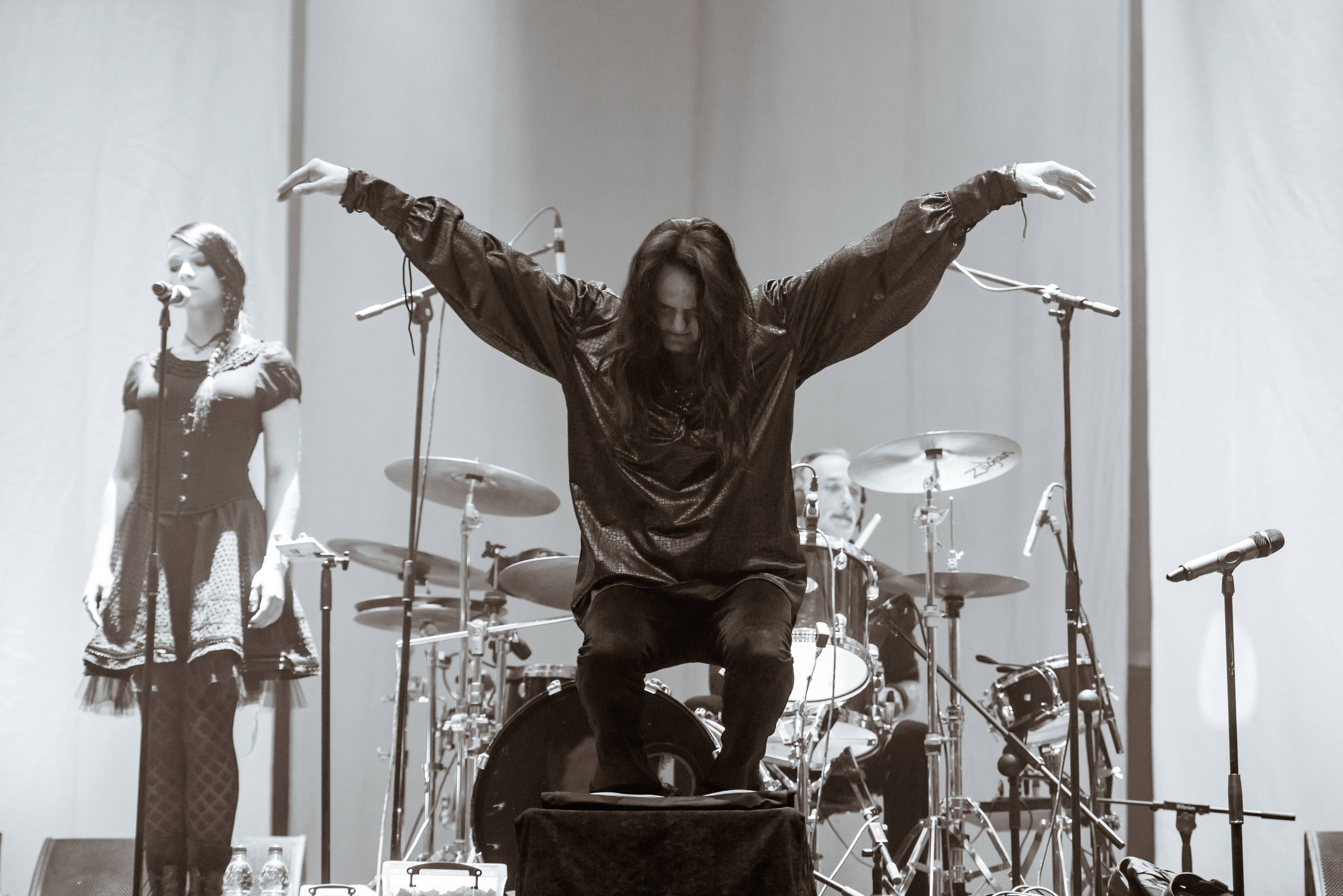
I Goethes Erben all'Amphi Festival 2015; Köln - Lanxess Arena'

La città di Bayreuth in Franconia divenne presto il centro di aggregazione del nuovo movimento, anche grazie alla nascita dell'etichetta discografica Danse Macabre che riuniva molte delle band caratterizzate da questa attitudine stilistica come Das Ich, Goethes Erben, Relatives Menschsein ed Endraum. Vi era poi il club fondato dall'etichetta chiamato Etage e noto anche come Danse Macabre Dancehall, che divenne presto il fulcro attorno al quale ruotava il movimento.
Successivamente altri musicisti furono associati a questo movimentoː Tilo Wolff ed il suo progetto in collaborazione con lo scrittore Christian Dörge, che vide anche la collaborazione con Oswald Henke e Bruno Kramm, ed i Lacrimosa, che però non produssero mai per la Danse Macabre. Altri artisti NDT di questo periodo furono poi Mental Inquisition, Lore of Asmoday e Silently Down.
Nel 1993 una seconda generazione di band iniziarono ad acquisire visibilità nella scena Cassette Culture, ancora molto vivace a quell'epoca, e tra queste i Misantrophe, i Rue du Mort e gli Explizit Einsam

### Declino
Nella seconda metà degli anni '90 la Neue Deutsche Todeskunst iniziò un lento declino anche a causa del cambio di stile dei suoi principali rappresentanti e dello scioglimento dell'etichetta Danse Macabre. I Relatives Menschsein, si erano sciolti già nell'agosto del 1993 in seguito ad un cambio di formazione, mentre i Goethes Erben cambiarono totalmente sonorità ed attitudine in seguito alla trilogia composta da Das Sterben ist ästhetisch bunt (Dark Star, 1992), Der Traum An Die Erinnerung (Dark Star, 1992) e Tote Augen Sehen Leben (Dark Star, 1994). Nonostante questo, band come Law of the Dawn, eXplizit einsam, Adiaphora ed Other Day portarono avanti le tematiche del movimento in ambienti perlopiù underground.